# Johann Christian Schickhardt
Johann Christian Schickhardt (ou Schikardt, vers 1682 — 25 mars 1762) est un compositeur allemand et joueur d'instruments à vent de la famille des bois.

## Biographie
Schickhardt est né à Brunswick et a reçu son éducation musicale à la cour de Brunswick-Wolfenbüttel sous le patronage d'Auguste-Guillaume, troisième fils et héritier d'Antoine-Ulrich de Brunswick-Wolfenbüttel. Durant la première décennie du XVIIIe siècle, il travailla aux Pays-Bas et fut associé à Frédéric Ier de Suède, Henriette-Amélie d'Anhalt-Dessau (fille de Jean-Georges II d'Anhalt-Dessau et veuve de Henri-Casimir II de Nassau-Dietz) et son fils Jean Guillaume Friso d'Orange. Durant la seconde décennie du XVIIIe siècle, Schickhardt vécut à Hambourg où le musicologue Andrew D. McCredie avance qu'il était membre de l'opéra de Hambourg (situé non loin de la place du Gänsemarkt) comme flûtiste ou hautboïste. Il y a des indices suggérant que dans les années 1720 Schickhardt aurait pu être hautboïste occasionnel dans l’orchestre de la cour de Léopold d'Anhalt-Köthen, employeur de Jean-Sébastien Bach. Dans les années 1740, Schickhardt étudie à l'université de Leyde et à sa mort en 1762, l'université le décrit comme « un maître des arts musicaux et un membre de l'Académie » bien que rien ne subsiste de son activité musicale à Leyde.

## Œuvres
Dans la première moitié du XVIIIe siècle, nombre de ses œuvres, principalement de la musique de chambre pour flûte à bec, sont publiées par Estienne Roger et Le Cène à Amsterdam. Au moins 30 recueils d'œuvres musicales ont été publiés, dont certains existent encore. Un catalogue des œuvres éditées et manuscrites de Schickhardt a été fait par David Lasocki. Avec le renouveau de la flûte à bec au début du XXe siècle, un grand intérêt pour un répertoire approprié à l'instrument s'est développé et certaines des œuvres de Schickhardt furent remises au jour dans de nouvelles éditions. Schickhardt est connu après le XXe siècle principalement pour ses œuvres pour flûte à bec.
Schickhardt a composé des sonates pour flûte et basse continue (op. 1 et op. 17) ainsi que des sonates en trio pour deux flûtes et basse continue (op. 16). En outre, il a également composé des œuvres à mi-chemin entre la musique de chambre et la musique orchestrale, par exemple son op. 19, 6 concertos pour quatre flûtes et basse continue et ses six sonates (Op. 22) pour deux flûtes, hautbois et basse continue. On trouve quelques œuvres courtes de Schickhardt dans The Compleat Tutor to the Hautboy, une méthode de hautbois publiée par Walsh and Hare vers 1715. De plus, Schickhardt composa un concerto pour flûte en sol mineur et L'Alphabet de la musique (op. 30, c. 1735), qui contient des sonates dans les vingt-quatre tonalités.

### Œuvres publiés
- Opus 1: sept sonates pour flûte alto et basse continue
- Opus 2: sept sonates pour hautbois ou violon et basse continue
- Opus 3: sept sonates pour flûte alto et basse continue
- Opus 4: [Six?] sonates pour deux flûtes alto et basse continue
- Opus 5: Six sonates pour flûte alto, 2 hautbois ou violons, viole de gamba et basse continue
- Opus 6: Six sonates pour deux flûtes alto et basse continue
- Opus 7: douze sonates pour 2 hautbois ou violon et basse continue
- Opus 8: Six sonates pour violon ou hautbois et basse continue
- Opus 9: Six sonates pour 2 flûte salto (basse continue ad libitum)
- Opus 10: Six sonates pour 2 hautbois ou violons ou flûtes (basse continue ad libitum)
- Opus 11: Recueil de Menuets à un dessus  et basse continue - un recueil de menuets pour un instrument mélodique et basse continue.
- Opus 12: Recorder Method (inclut 42 Airs pour deux flûtes)
- Opus 13: Six concertos pour  2 violons, 2 hautbois ou violons et basse continue
- Opus 14: Six sonates pour flûte alto, hautbois ou violon, viole de gamba et basse continue
- Opus 15: Méthode de hautbois (inclut des Airs pour deux hautbois)
- Opus 16: Douze sonates deux flûtes alto et basse continue
- Opus 17: Douze sonates deux flûtes alto et basse continue
- Opus 18/1: Recueil d'Airs pour flûte alto
- Opus 18/2:  Recueil de 146 Airs pour flûte alto
- Opus 19: Six concertos pour quatre flûtes alto et basse continue
- Opus 20/1: Six sonates pour flûte, hautbois ou violon et basse continue
- Opus 20/2: Six sonates pour flûte, hautbois ou violon et basse continue
- Opus 21: Airs spirituels des Luthériens deux flûtes alto et basse continue
- Opus 22: Six sonatas deux flûtes alto, hautbois et basse continue
- Opus 23: Douze sonates pour flûte alto et basse continue
- Opus 24: Six sonates pour flûte alto et basse continue
- Opus 25: Six sonates pour violon et basse continue
- Opus 26: Six sonates pour deux flûtes alto
- Opus 30: L'Alphabeth de la musique - 24 sonates pour flûte ou violon ou flûte alto et basse continue

### Autographes
- Concerto en sol pour flûte alto avec deux hautbois, deux violons, violon alto , violoncelle et basse continue
- Suite en fa pour violon, deux hautbois et deux flûtes alto avec deux violons, violon alto, violoncelle, contrebasse et basse continue

### Autres œuvres manuscrites
- "Sonate de Monr: Schicard" en do pour instrument mélodique (flûte alto ?) et basse continue
- Sonate pour flûte alto et basse continue et sonate pour violon et basse continue
- Six sonates en trio pour deux flûtes alto et basse continue

### Arrangements
- Douze sonates pour violon et basse continue, Opus 1, par Giovanni Giovanni Battista Tibaldi, arrangées par Schickhardt pour deux flûtes alto et basse continue
- Six concertos pour deux flûtes alto et basse continue arrangés par Schickhardt à partir des Concertos grossos Opus 6 d'Arcangelo Corelli

## Enregistrements
- Baroque Concerti From the Netherlands, œuvres de Johann Christian Schickhardt, Anton Wilhelm Solnitz, Albertus Groneman, Willem de Fesch et Conrad Friedrich Hurlebusch par l'ensemble Musica ad Rhenum (NM Classics, 1993)

## Source
- (en) Cet article est partiellement ou en totalité issu de l’article de Wikipédia en anglais intitulé « Johann Christian Schickhardt » (voir la liste des auteurs).